# Местное самоуправление во Франции
Местное самоуправление во Франции — форма самоорганизации местных сообществ, а также их деятельность, позволяющая жителям определённой территории самостоятельно, под свою ответственность решать вопросы местного значения исходя из интересов жителей, с учётом исторических и иных местных традиций в Франции.
Франция традиционно была централистским государством. В течение двадцатого века самоуправление постепенно вводилось на муниципальном уровне. Усиление децентралистических тенденций воплощается в основополагающем законе, принятом в 1982 году о правах и свободах муниципалитетов, департаментов и регионов. Этот закон ввел разделение Франции на три единицы местного самоуправления. Это: муниципалитеты, департаменты и регионы.

## Конституционные основы местного самоуправления во Франции
Сегодня Франция, в отличие большинства демократических стран Европы, является все ещё наиболее централизованным государством. Именно здесь достаточно устойчивы традиции крепкой государственной власти, которая играет главную роль на уровне департаментов и
областей. Конституция Франции 1958 года, которая действует по сей день, весьма скупо говорит о правах местного самоуправления. Это раздел 12 «О местных коллективах», хотя в этом разделе есть единственная статья 72, посвящённая местным коллективам.
"Статья 72. Местными коллективами Республики являются коммуны, департаменты, заморские территории. Все остальные местные коллективы образуются законом.
Эти коллективы свободно управляются выборными советами в условиях, определённых законом.
Представители Правительства в департаментах и территориях отвечают за национальные интересы, административный контроль и соблюдение законов.
Помимо этого, статья 72 французской конституции гласит: «Закон определяет основные принципы свободного управления местных административных единиц, их компетенции и их налогов.»
Чтобы понять традиции французского централизма, стоит упомянуть, что, будучи абсолютной монархией, Франция в течение XVII—XVIII вв. была очень централизованным государством. Революция 1789 года сделала попытку провести широкую децентрализацию власти и предоставить автономию провинциям. Однако это лишь привело к ослаблению государства и создание полной анархии, поскольку революционная власть была слишком слабой. После свержения сторонников децентрализации (жирондистов) якобинцами опять началось внедрение жёсткой централизации. Особая роль в этом отводится Наполеону, который считается отцом новой административной системы, построенной по строгим правилам государственной централизации и которая сохранялась почти в неизменном виде долгий период, вплоть до второй половины XX века. И фактически только начало 80-х годов ознаменовало переход от политики всеобщей централизации к постепенной децентрализации государственной власти и созданию условий для быстрого развития местного самоуправления.

## Законодательство о местном самоуправлении
Если говорить о традициях централизации, то и сегодня во Франции для неё существуют как политические, так и технические и психологические причины. Политическими причинами можно считать боязнь того, что слишком широкая децентрализация, особенно если она будет проводиться слишком быстро и в пределах бывших провинций, создаст угрозу единству государства, тем более, что некоторые радикалы среди регионалистов (например в Бретани) подогревают такие опасения.
К техническим причинам можно отнести такой фактор, как уверенность подготовленных и хорошо образованных государственных администраторов в том, что только они могут эффективно управлять, а избранные лица для такого управления не готовы.
Психологическими причинами, которые тормозят децентрализацию, являются общественные настроения. Многие до сих пор считают, что для обеспечения равенства прав граждан независимо от места их проживания нужно, чтобы эти решения принимались центральными властями и чтобы центральная власть занималась внедрением этих решений в жизнь.
Несмотря на такие настроения, трудный процесс децентрализации, начавшийся в 1982 году, довольно сильно прогрессирует и постепенно сводит на нет унитарные традиции, тем более, что глубокая интеграция в Европе также способствует широкой децентрализации (интересным здесь является феномен «объединения Европы», когда при интеграции европейских государств внутри них самих заметны сильные тенденции к дезинтеграции. Регионы стремятся интегрироваться в Европу самостоятельно, без согласия на то центрального правительства).
Законы 1982 — 83 гг., которые сформировали новый Административный кодекс Франции, ввели по крайней мере три наиболее важных нововведения, что резко подняли статус органов местного самоуправления:
1. были установлены однообразные правила административного контроля за действиями местных органов со стороны государства. А именно, одинаковый контроль устанавливался по отношению к решениям всех местных органов — муниципальных, генеральных и окружных советов, мэров или глав генеральных и окружных советов. Причём этот контроль был уже не на предмет целесообразности, а лишь на предмет законности, с применением судебных процедур.
2. префект не является исполнительным органом департамента как местного коллектива, его функции перешли к председателю генерального совета. Теперь департамент, как самоуправляющийся территориальный коллектив, стал управляться исключительно выборными органами власти.
3. принципиально изменился статус округа[4], который в 1982 году был только общественным образованием. После реформы он также стал управляться выборным административным органом.

Важнейшей в Законе № 82-213 от 2 марта 1982 года была норма статьи 1, которую можно считать пусковой кнопкой процесса децентрализации: «Статья 1. Коммуны, департаменты и регионы являются свободно управляемыми избранными советами. Законы определяют распределение компетенций между коммунами, департаментами, регионами и государством, а также распределение народных средств, что следует из новых правил местной налоговой системы и передачи государственных кредитов территориальным общинам; организацию регионов, уставные гарантии, предоставляемые персоналу территориальных общин, способ избрания и устав избранников, а также формы сотрудничества между коммунами, департаментами и регионами и развитие участия граждан в местной жизни».
Большая французская административная реформа проводилась по этапам. Следующий этап реформы начался с новых законов от 7 января 1983 года и 22 июня 1983 года. Этими законами определялся новый передел компетенции между государством и территориальными коллективами в пользу последних.
Ныне законодательство Франции полностью регулирует все вопросы, касающиеся организации и деятельности местного самоуправления на всех уровнях административно-территориального устройства. Все эти законы объединены в Административный кодекс, который является фактически «конституцией» местного самоуправления во Франции.

## Коммуны
Коммуна во Франции — единственная административно-территориальная единица, где нет отдельного государственного властного органа, то есть теоретически мэр в своём лице сочетает главное должностное лицо местного самоуправления и представителя государственной власти. Но чтобы избежать такого сочетания в одном лице функций государственной исполнительной власти и местного самоуправления, многие функции государственной исполнительной власти, принадлежавших мэру, с 1983 года переданы в функции местного самоуправления. То есть роль коммуны как государственной административной единицы очень уменьшилась и стала реально автономным территориальным коллективом.
Важными элементами коммуны как юридической реальности являются: название, территория, численность населения. Поскольку именно эти элементы идентифицируют коммуну как отдельное базовое звено местного самоуправления, законы предусматривают специальные процедуры возможных изменений названия или территории и предусматривают обязательную периодическую перепись населения.
Название
Изменение названия возможно указом президента по представлению министра внутренних дел на основе просьбы муниципального совета, заключения генерального совета (окружной или областной уровень), заключения государственного совета (государственный уровень).
Территория
Каждая часть территории относится к одной из коммун. Процедура изменения административных границ очень сложная и всегда решается центральными органами власти.
Население
Численность населения очень важна для установления субсидий и налоговых выплат в бюджет коммуны и наоборот, а также для установления правил, касающихся состава органов коммуны.

### Муниципальный совет

#### Состав муниципального совета
Закон устанавливает численность муниципальных советников в зависимости от количества населения коммуны.
| Население (чел) | Муниципальный совет (советников) |
| --------------- | -------------------------------- |
| менее 100       | 9                                |
| 100…499         | 11                               |
| 500 … 1499      | 15                               |
| 1500 … 2499     | 19                               |
| 10000 … 19999   | 33                               |
| более 299999    | 69                               |
| Лион            | 73                               |
| Марсель         | 101                              |
| Париж           | 163                              |

Советником (депутатом) муниципального совета может стать любой налогоплательщик коммуны, но закон устанавливает правила невыборности и несовместимости мандатов.
Выборы муниципальных советников проводятся раз в 6 лет одновременно по всей Франции по мажоритарной системе в два тура по закрытым спискам для коммун с населением свыше 30 тыс. человек и по открытым спискам для других коммун.
Кодекс законов о коммуне детально регламентирует правила организации и проведения заседаний муниципального совета, в том числе для обеспечения гласности и открытости заседаний.
По закону, заседания совета должны проводиться не реже одного раза в три месяца. Заседание созывает мэр по собственной инициативе в зависимости от потребности. Он также обязан созвать заседание совета по требованию префекта или половины членов совета.
Кворум для заседания — половина членов совета. Советник, который не может присутствовать на заседании, может письменно поручить другому советнику проголосовать от его имени.

### Полномочия муниципального совета
- Финансовые полномочия.

Принятие бюджета и определение ставок коммунальных налогов. Решение вопросов о необходимости займов. Утверждение отчётов об использовании бюджетных средств.
Полномочия в сфере общественных служб.
Совет имеет право создавать или ликвидировать общественные службы коммуны, но законом установлено определённое ограничение самостоятельности в отношении определённых служб. По закону наличие некоторых служб является обязательным (похоронное бюро, службы сбора мусора). Законом также запрещается создание определённых служб (обороны, юстиции) в сферах, не относящихся к компетенции коммун и противоречащих принципу единства государства. Такие ограничения устанавливаются также и в отношении права коммун создавать службы, занимающиеся экономической деятельностью.
В последний период, правда, стало допускаться создание общественных промышленных и торговых служб, если они не являются несовместимыми с принципом свободы предпринимательства. Например, когда это ведёт к частному использованию общественного имущества или когда в этой сфере отсутствует частная инициатива и т. д.
Совет также может оказывать помощь как коммунальным, так и частным предприятиям, но опять же, в условиях конкурса и гласности.
- Полномочия в отношении имущества коммуны.

Имущество коммуны делится на «общественное», то есть такое, которое предназначено исключительно для общественного пользования (дороги, кладбища, казармы и т. д.) и имущество «частное», которым коммуна распоряжается на правах частного собственника (луга, леса, дома и т. п.). Общественное имущество неотчуждаемо.
Совет принимает решение о покупке, продаже, аренде имущества и об отнесении имущества к категории «общественного».
- Полномочия в сфере обустройства территории и городского строительства.

Помимо определения направлений использования территории и принципов городского строительства, совет имеет право разрабатывать и утверждать межкоммунальные планы обустройства территорий, но эта работа должна проводиться с участием центральной администрации, департамента, округа, других коммун.
Муниципальный совет избирает мэра, его заместителей, формирует комиссии.
Несмотря на такие широкие полномочия, следует помнить, что большое влияние на принятие решений советом имеет мэр; с другой стороны, муниципальный совет, как и любой другой орган местного территориального коллектива, находится под административным контролем органов центральной государственной власти.

### Контроль за деятельностью и решениями муниципального совета со стороны представителей центральной государственной администрации.
Согласно закону 1982 года, префект утратил право контроля за решениями совета на предмет целесообразности, и хотя за префектом осталось право контроля решений на предмет законности, отмена незаконных решений возможна лишь административным судом. В то же время закон обязывает совет передавать принятые ею решения представителю государства, и решение совета считается вступившим в силу лишь после передачи его префекту и объявления (опубликования, обнародования).
Если префект считает решение незаконным, в течение 2 месяцев со дня получения решения он может обратиться в административный суд для признания решения незаконным или срочного приостановления исполнения решения до окончательного рассмотрения его судом.
В случае необходимости префект обоснованным постановлением может приостановить деятельность совета на срок не более месяца. Об этом префект сообщает министру внутренних дел.
Если совет не может обеспечить управление коммуной, он может быть распущен указом президента республики, если это одобрено на заседании Совета министров.
В течение недели после роспуска совета префект назначает специальную комиссию в составе от 3 лиц для коммун до 35 000 жителей до 7 человек для коммун с большим количеством населения. Не позднее чем за 2 месяца с момента роспуска должны быть проведены новые выборы. После создания нового совета комиссия прекращает своё существование.

### Муниципалитет. Мэр и его заместители
Мэр и его заместители составляют исполнительный орган совета — муниципалитет.
Мэр и его заместители избираются муниципальным советом исключительно из советников. Мэр избирается тайным голосованием по мажоритарной системе в два тура. Количество заместителей определяется советом, но не может превышать 1/3 количества муниципальных советников. Заместители избираются по одному в порядке важности. Мэр и заместители за свою работу получают определённую доплату и некоторые льготы. Полномочия мэра, как представителя коммуны, достаточно велики. Он представляет интересы коммуны в отношениях с другими органами и организациями и государством, имеет право заключать соглашения и договоры, выполнять делегированные советом полномочия, руководить муниципальными службами, назначать управленческий персонал, налагать дисциплинарные взыскания на коммунальных служащих, выдавать разрешения на строительство, он также имеет полномочия необходимые для поддержания порядка в коммуне.
Помимо этих полномочий, мэр и некоторые полномочия представителя государственной администрации, которые определяются законом.
В круг его функций, как представителя государства, входит регистрация актов гражданского состояния, он также принимает меры для помощи в поиске и наказании правонарушителей, совершивших преступление или разыскиваемых на территории коммуны. Он может составлять протоколы о правонарушениях. На территории коммуны мэр обеспечивает обнародование законов и других нормативных актов государства и следит за их выполнением. Мэр обеспечивает проведение выборов, подтверждает подлинность подписей, выдаёт различные свидетельства и лицензии на право охоты или мелкой торговли и представляет необходимые статистические данные для государственных министерств и ведомств.
Закон определяет средства контроля государства над деятельностью мэра и устанавливает меры воздействия на него. Так, в случае нарушения мэром своих полномочий или допущения им грубых проступков министр внутренних дел по представлению префекта может остановить его деятельность на срок до 1 месяца. Указом Президента, одобренным Советом министров, мэр может быть отправлен в отставку. Закон определяет процедуру увольнении мэра от должности.
Действия и решения мэра как представителя государства подлежат иерархическому контролю со стороны государственных органов, решения и действия мэра — представителя коммуны подлежат такому же административному контролю, которому подлежат решения и действия муниципального совета.

### Городские районы
Крупные городские коммуны могут быть разделены на районы. Деление города на районы не наносит ущерба единству коммуны, поскольку районы не являются юридическими лицами и не имеют своего бюджета, а только свою смету, которая устанавливается муниципальным советом. Сметы районов являются лишь приложением к бюджету коммуны.

#### Органы власти городского района
Представительным органом является совет района, состоящий из муниципальных советников, избранных в этом районе, и из районных советников, число которых должно быть вдвое больше муниципальных советников. Эти советники избираются вместе с муниципальными советниками по той же системе, причём районными советниками становятся те, кто не вошёл в состав муниципального совета. Совет района функционирует по тем же принципам, что и муниципальный совет, причём роль мэра в деятельности совета такая же как и на муниципальном уровне.
Мэр района избирается районным советом из числа его членов, являющихся муниципальными советниками.

## Департамент
Департамент во Франции является вторым после коммуны уровнем административно-территориального устройства, на котором параллельно работают два органа власти: генеральный совет как орган самоуправления, и префект как орган государственной власти.
Представительным органом местного самоуправления является Генеральный совет. Генеральный совет формируется на основе всеобщих прямых и свободных выборов, которые организуются и проводятся в кантонах по мажоритарной системе в два тура. Срок мандата депутата Генерального совета — 6 лет. Для обеспечения стабильности политики Генерального совета выборы в совет проводятся каждые три года, когда избирается одна треть совета.
После каждого обновления, то есть каждые три года, Генеральный совет из своего состава избирает Председателя, который одновременно является и руководителем исполнительного органа департамента.

### Полномочия Генерального совета
По общему принципу в компетенцию Генерального совета входит право решать все вопросы, относящиеся к компетенции департамента и не входящие в компетенцию других органов департамента.
К важнейшим полномочиям относятся:
1. Утверждение бюджета и отчёт о его выполнении.
2. Определение политики развития департамента.
3. Установление ставок налогов внутри департамента.
4. Создание общественных служб департамента и установления общих правил их функционирования.
5. Определение штата работников служб департамента.
6. Принятие решений относительно всего имущества департамента (приобретение, использование, отчуждение имущества).
7. Предоставление по просьбе определённых учреждений государства заключения относительно распределения кредитов в департаменте и т. д.

### Полномочия Председателя Генерального совета
«25. Председатель генерального совета является исполнительным органом департамента.
Он готовит и проводит совещания генерального совета. Он является распорядителем расходов департамента и делает распоряжения относительно получения департаментских доходов, кроме особых положений Общего кодекса о налогах, которые касаются инкассирования налоговых доходов административно-территориальных образований (общин).
Он является руководителем служб департамента. Он может, под своим надзором и личной ответственностью, предоставлять право подписи по любому вопросу ответственным лицам вышеупомянутых служб.
Председатель генерального совета управляет имуществом департамента. На этом основании он осуществляет полицейские полномочия, касающиеся этого управления, особенно в отношении перемещений имущества, кроме полномочий, которые предоставляются Кодексом мэрам коммун и представителю государства в департаменте.» (Из Закона № 82-213 от 2 марта 1982).
Как видно из приведённой выше части Закона, Председатель Генерального совета является весьма важным институтом власти на уровне департамента. Являясь главой исполнительной власти уровня департамента (с 1982 года), он как председатель Генерального совета является единственным должностным лицом, наделённым правом административной власти. Затем он делегирует часть своей административной власти руководителям определённых служб департамента.
Как Председатель совета он созывает совет и готовит проекты её решений, руководит заседаниями совета, а также выполняет принятые советом решения. Председатель также представляет интересы совета в других инстанциях, в том числе и в суде.
Председатель Генерального совета является лицом, ответственным за выполнение бюджета департамента. Он является распорядителем бюджета и имеет право в пределах одной статьи расходов перемещать средств в сумме не более 1/5 общей суммы средств по этой статье.
Председатель также является руководителем всех служб департамента. Он назначает на департаментские должности, налагает дисциплинарные взыскания на подчинённых.
Решения, которые принимает Председатель, могут быть проверены на предмет законности префектом и административным судом.

### Представительство государства на региональном уровне
Департамент является ключевым звеном в системе исполнительной власти. Это тот уровень, где сконцентрирована местная государственная администрация. Во главе этой администрации стоит префект, а сама администрация наделена очень большими властными полномочиями и включает в себя целую систему важных служб, обеспечивающих осуществление государственной политики на региональном уровне.
«34. I. — Представитель государства в департаменте назначается Указом Президента, принятым на заседании Совета министров.
Он представляет каждого из министров и руководит службами государства в департаменте, кроме случаев, ограниченно перечисленных распоряжением Государственного совета.
Только он имеет право высказываться от имени государства перед генеральным советом.
Представитель государства в департаменте заботится о национальных интересах, соблюдении законов, общественном порядке и, по условиям, определённым в этом законе, о ведомственном контроле. Если это иначе не указано этому закону, он осуществляет компетенции, ранее принадлежавшие департаментскому префекту, как уполномоченный правительства в департаменте. Ему для этого помогают в департаменте генеральный секретарь и, при необходимости, уполномоченные в округах представителя государства.
На условиях, предусмотренных этим законом, он заботится о исправном осуществлении компетенций властей департамента и коммун.» (из Закона № 82-213 от 2 марта 1982).
Префект — государственный служащий очень высокого уровня, находящегося в составе префекторального корпуса, профессионально подготовленный, прошедший подготовку в Национальной школе администрирования. Префект назначается указом Президента, предварительно одобренным на заседании Совета министров Франции.
Находясь на высокой ступени государственной службы, префект полностью зависит от высшего государственного руководства в своей карьере. В любой момент префект может быть переведён на работу в любой другой департамент, на другую работу или в резерв до назначения независимо от своего на то желания.
Занятие должности префекта напрямую не связано с его политическими наклонностями и не зависит от принадлежности к той или иной политической партии Президента или Премьера. Как правило, служащий, попавший в корпус префектов, находится на этом посту достаточно долго, только меняя департаменты.

#### Полномочия префекта
Префект — представитель правительства в департаменте, он обязан информировать правительство о состоянии дел в департаменте, а также доводить политику правительства в местных выборных органов и оказывать им содействие в проведении этой политики.
Префект имеет право в случае осуществления в департаменте преступления, касающегося государственной безопасности (покушение, терроризм, шпионаж), подписывать постановления об арестах, обысках и т. д., и помогать соответствующим органам в поисках виновных.
Поскольку префект является главой всей системы государственной администрации в департаменте, он: 1) осуществляет надзор за исполнением законов, указов и постановлений Правительства и отдельных министров; 2) принимает решения нормативного характера; 3) обеспечивает поддержание общественного порядка; 4) осуществляет административный контроль за деятельностью департамента и его коммун и передаёт на рассмотрение административного суда незаконные, по его взгляд, решения территориальных коллективов; 5) представляет государство в вопросах выполнения всех юридических актов на уровне департамента, подписывает соглашения от имени государства, а также представляет государство в органах правосудия; 6) является распорядителем всех государственных расходов в департаменте и несёт ответственность за управлением недвижимостью и другим государственным имуществом, принадлежащим государству в департаменте; 7) руководит работой всех местных служб государственных центральных органов исполнительной власти и является посредником во взаимоотношениях этих служб с центральными министерствами.
Как видно из приведённых выше полномочий, префект является достаточно сильной фигурой и, несмотря на принятые в 80-х годах законы о децентрализации власти, префект значительно усилился в части руководства местными службами министерств, избавившись от слишком сильной опеки над органами самоуправления.

## Округа Франции
После Великой Французской революции и периода гражданской войны и сепаратистских мятежей, вопросы образования административно-территориальных единиц, больших чем департамент, вообще не ставился. Однако с развитием государства и появлением проблем регионального развития, для обеспечения координации работ и интересов коммун или департаментов в совершении каких-то важных для региона совместных проектов, стали появляться округа, которые изначально не имели устойчивого характера. Единственным органом власти на этом уровне был окружной префект, при котором действовала специальная комиссия по экономическому развитию округа, которая имела ограниченный консультационный характер. Затем эта комиссия была заменена окружным советом, формировавшимся за счёт косвенных выборов и считавшимся общественным органом без властных полномочий общей компетенции.
Только закон от 2 марта 1982 года вывел округ на новый уровень развития, поскольку за ним был фактически закреплён статус местного коллектива, хотя роль местной государственной власти на этом уровне значительно выше.

### Статус и компетенция округа
Статус округа следует из его назначения, то есть инструмента экономического, социального и культурного развития конкретной территории. Именно округа участвуют в создании общенациональных планов развития, добиваясь в этих планах выполнения приоритетов окружного развития. Согласно такому назначению законом и определяется его компетенция в некоторых областях: 1) Занятость и профессиональная подготовка населения. Округ ежегодно утверждает программу профессиональной подготовки, создаёт центры профессионального обучения; 2) Обеспечение жильём. Округ определяет приоритеты развития жилищного строительства и осуществляет специальные жилищные программы; 3) Обустройство речных портов, за исключением общенациональных крупных портов.
Кроме этого, округа могут открывать различные музеи и художественные учебные заведения, они могут оказывать помощь в проведении научных исследований и т. д.

### Органы власти округа
Представительным органом округа является окружной совет. К 1986 году эти советы формировались непрямыми выборами, то есть состояли из депутатов и сенаторов национального уровня от округа, и представителей местных территориальных коллективов, которые избирались генеральными и муниципальными советами.
С 16 марта 1986 года окружные советники избираются прямыми выборами. Выборы организуются на уровне департаментов, причём в каждом департаменте голосование происходит по партийным спискам, число мандатов зависит от населения департамента, но не менее трех.
Окружной совет проводит сессии не реже одного раза в три месяца. Совет тайным голосованием в 3 тура избирает председателя и бюро совета, которое состоит из председателя и его заместителей. Совет передаёт бюро часть своих полномочий, за исключением наиболее важных финансовых вопросов.
Окружной совет имеет принципиальную компетенцию принимать любые решения, входящие в компетенцию округа, если законодательством это не отнесено к компетенции председателя совета.
Председатель окружного совета наделён в то же время исполнительной властью округа. Полномочия председателя достаточно велики: 1) Председатель готовит проекты решений окружного совета, в том числе и проект бюджета округа; 2) созывает совет и председательствует на его заседаниях; 3) Выполнение принятых советом решения; 4) является распорядителем финансовых ресурсов округа; 5) Руководит работой окружных служб и является административным главой всего персонала административных органов округа; 6) назначает на должности работников административных служб округа и накладывает административные взыскания.

### Контроль за законностью решений на окружном уровне
Контроль за законностью решений окружного совета осуществляет окружной префект (в начале децентрализации — окружной комиссар республики). Решения окружного совета до вступления их в законную силу обязательно подаются комиссару республики. В случае, если он считает такое решение незаконным по форме или по сути, он передаёт его на рассмотрение административного суда, который и принимает решение по существу, то есть либо признаёт его незаконным, или наоборот, принимает постановление о законности решения окружного совета.
Окружной префект также осуществляет контроль за законностью решений председателя окружного совета. Наиболее важные решения председателя (прежде всего это решения нормативного характера) должны передаваться префекту ещё до вступления их в силу. Условия такого контроля такие же, как в отношении действий мэра или председателя генерального совета. Окружным префектом является один из префектов департаментов, входящих в состав округа.

#### Окружной префект
Окружной префект, оставаясь префектом главного департамента округа, сочетает в себе функцию представителя государства в округе и представителя государства в департаменте. Он непосредственно представляет в округе премьер-министра и каждого министра в частности, чем олицетворяет собой полномочного представителя всех центральных органов государственной исполнительной власти.
Окружной префект имеет достаточно широкие не только контрольные или представительские полномочия, он имеет достаточно компетенции для решения вопросов социально-экономического развития и обустройства территории всего округа. Он является проводником государственной политики на этом уровне.
Он играет основную роль в планировании развития округа и распределении государственных инвестиций, предоставляемых округам государством, или в которых есть государственная доля.
Очень важным и весьма положительным моментом в организации жизни округа является возможность договорного распределения служб между председателем окружного совета и префектом. Это позволяет избегать дублирование в работе и уменьшает вероятность возникновения противоречий между префектом и председателем совета.
Поскольку префект является представителем всех министров в округе, он имеет большие полномочия по непосредственному руководству местными службами центральных министерств и ведомств. Так, префект может наделяться полномочиями, которые бы министры хотели передать органам, представляющим центральную государственную администрацию на окружном уровне. За счёт этого префект является в принципе единственным органом административной власти в округе, который может принимать решения от имени государства.
Наряду с этим, префект является единственным в округе вторичным распорядителем кредитов местных служб центральных министерств и ведомств (первым распорядителем является соответствующий министр). Только он является распорядителем бюджетных средств этих служб и именно он занимается вопросами управления недвижимостью и имуществом (государства).
Префект также участвует в процедуре аттестации персонала местных государственных органов, он подаёт министрам оценку их деятельности. Через префекта проходит вся корреспонденция между центральными и местными органами государственной исполнительной власти.

### Особый статус некоторых городов
Три крупнейших города Франции — Париж, Марсель и Лион — имеют специальный статус, который выделяет их среди других городов. Этот статус установлен специальным законом № 82-1169 от 31.12.1982 г. В этих городах есть два уровня самоуправления: уровень коммуны и уровень городского района (или группы районов). Во главе каждого из этих уровней стоит собственный мэр и собственный совет.
На коммунальном уровне Парижем, Марселем и Лионом руководят муниципальные советы и городские мэры. Статус и полномочия этих органов и контроль за их деятельностью в основном такие же, как и для других коммун, но есть некоторые отличия.
Так, для Парижа, совет не имеет в своём названии слова «муниципальный», поскольку этот совет является одновременно генеральным советом департамента Сены, границы которого совпадают с границами Парижа.
Советы этих городов является более многочисленными, чем всех других городов. Советы избираются по секторам. В каждый сектор входит один или несколько районов города. Выборы в каждом из секторов проводятся по правилам для коммун с числом жителей не менее 3500 человек, то есть с использованием мажоритарной системы и системы пропорционального представительства.
Полномочия совета Парижа, Лиона и Марселя и их мэров — такие же, как у соответствующих органов в других городах, с той лишь разницей, что часть полномочий передана, соответственно, советам и мэрам городских районов.
Чтобы не допустить антагонизма между районами и городом, над решениями совета района существует двойной контроль. Первое звено контроля — городской мэр, который может потребовать повторного рассмотрения принятого на заседании совета района. Если даже после повторного рассмотрения мэр сочтёт решение незаконным, он может обратиться в административный суд с заявлением об отмене решения, а при необходимости — и об остановке такого решения в течение 48 часов. Вторым звеном в таком контроле является право представителя государства, префекта департамента, совершать такие же действия, как и мэр города.
Такая двойственная структура власти в крупных городах создана с целью приближения административной власти к жителям коммуны.

### Объединения коммун и их ассоциации
Слишком большое количество очень мелких коммун порождает в современных условиях проблемы их финансового обеспечения и осуществления функций органов самоуправления. Для преодоления таких трудностей применяется два подхода:
- Сотрудничество коммун для решения определённых общих проблем или совместное осуществление определённой деятельности;
- слияние нескольких мелких коммун в одну более мощную и финансово состоятельную для решения вопросов функционирования всех служб местного самоуправления.

В первом случае коммуны остаются юридическими лицами и через договоры определяют принципы и порядок совместной деятельности. Наиболее распространённым сотрудничеством коммун является образование специальных организаций, учредителями которых являются коммуны и которые создаются для решения определённых общих для учредителей проблем. Такие организации (синдикаты) имеют статус юридического лица и наделяются определённой компетенцией за счёт коммун-основателей. Закон от 5 января 1988 года предоставляет право коммунам создавать различные синдикаты, причём каждая коммуна может передать синдикату только часть своих полномочий, касающихся проблемы для решения которой создаётся этот синдикат.
Руководящими органами синдиката является комитет синдиката и председатель синдиката. Комитет является представительным органом, где процедуры рассмотрения вопросов и принятия решений аналогичны процедурам совета, а глава синдиката является его исполнительным органом. Синдикат также имеет свой собственный бюджет и свой штат аппарата. Кроме синдикатов существуют и другие виды мижкомунального сотрудничества такие как дистрикт и городские объединения. Создание таких объединений может быть как добровольным, так и принудительным. В первых объединение оформляется постановлением префекта или указом президента. При отсутствии согласия коммун, но в случае крайней необходимости такое объединение может быть создано законом.
Процесс объединения мелких коммун в более крупные проходит ещё медленнее, чем процесс создания синдикатов или иных объединений. Объединение возможно только в условиях полной добровольности муниципальных советов или результатов референдума.

## Список литературы
- Конституция Франции. Конституции буржуазных стран. Москва, 1979 год.
- Code Administratif. Административный кодекс Франции (Законы о местном самоуправлении) Перевод ПСП, 1995 год.